# Sébastien Leblanc
Sébastien Leblanc (ur. 27 grudnia 1973 Montrealu) – kanadyjski tenisista, reprezentant w Pucharze Davisa, olimpijczyk z Barcelony (1992).

## Kariera tenisowa
Wspólnie z rodakiem Sébastienem Lareau wygrał w 1990 roku grę podwójną chłopców podczas wielkoszlemowych French Open i Wimbledonu. Były to pierwsze kanadyjskie tytuły w Wielkim Szlemie. W tym samym roku zwyciężył z Gregiem Rusedskim w grze podwójnej chłopców na US Open.
Jako zawodowy tenisista wystąpił w jednym wielkoszlemowym turnieju, Australian Open w grze podwójnej w 1997 roku wspólnie z Markiem Keilem. Para odpadła z rywalizacji w I rundzie.
W 1997 roku zagrał w jednym meczu w Pucharze Davisa, w grze pojedynczej przeciwko Wenezuelczykowi José de Armasowi. Leblanc zwyciężył w tym spotkaniu pomagając Kanadzie triumfować w rywalizacji 5:0.
Leblanc zagrał w 1992 na igrzyskach olimpijskich w Barcelonie w konkurencji gry podwójnej wspólnie z Brianem Gyetko. Kanadyjczycy doszli do 2 rundy eliminując najpierw Duńczyków Kennetha Carlsena i Frederika Fetterleina, a przegrywając z Południowoafrykańczykami Wayne’em Ferreirą i Pietem Norvalem.
W rankingu gry pojedynczej Leblanc najwyżej był na 361. miejscu (5 sierpnia 1996), a w klasyfikacji gry podwójnej na 127. pozycji (18 listopada 1996).